# Andreas von Riedel
Maria Andreas Nicolaus Tolentin Riedel, ab Oktober 1792 Freiherr von Riedel, (* 12. September 1748 in Wien; † 15. Februar 1837 in Paris) war ein österreichischer Offizier und Mathematiker. 1791 arbeitete er einen Verfassungsvorschlag für ein konstitutionelles Habsburgerreich aus und war gemeinsam mit Franz Hebenstreit einer der Köpfe der Wiener Demokraten („Wiener Jakobiner“).

## Leben

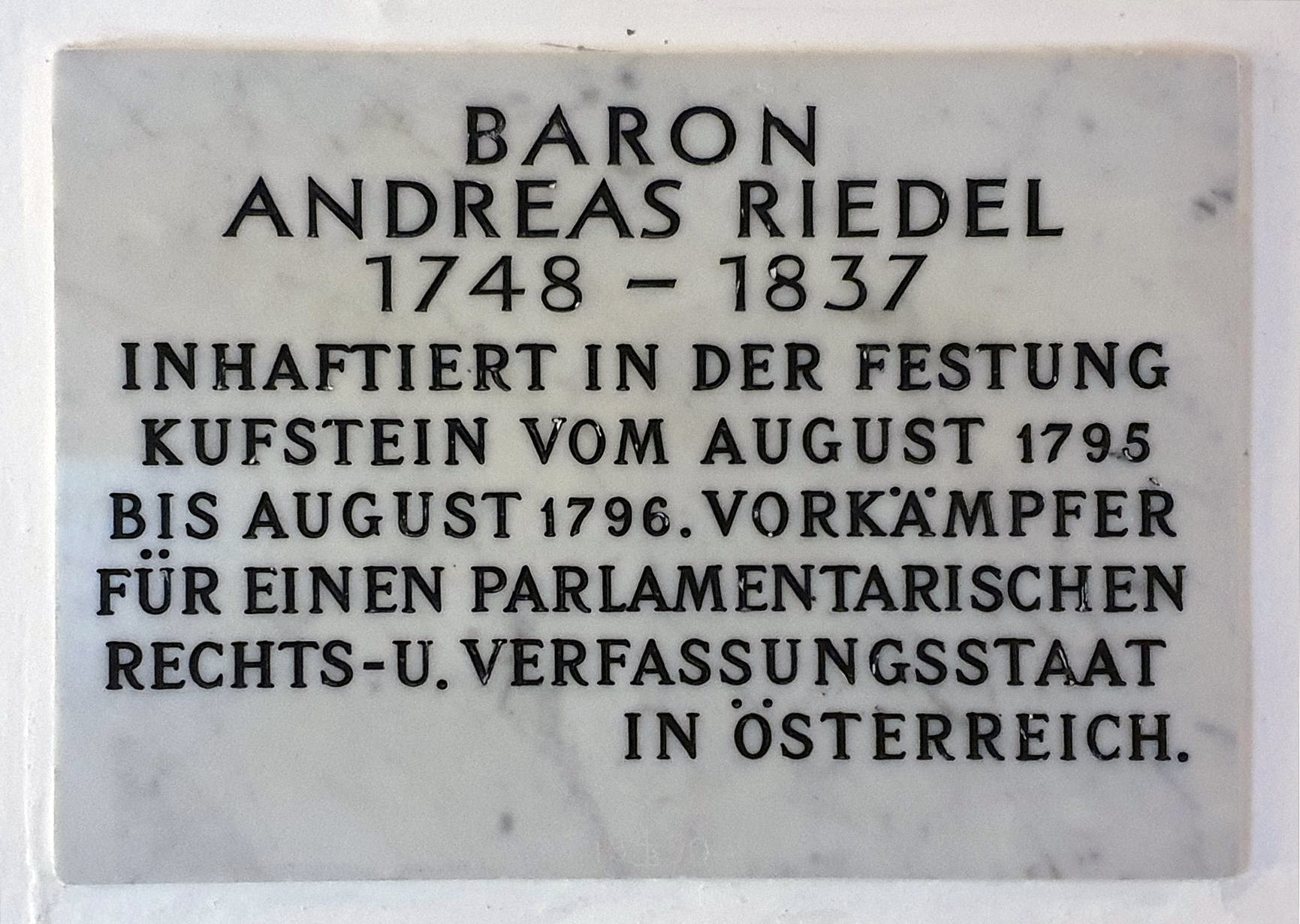
Gedenktafel in der Festung Kufstein

### Herkunft
Riedel war das dritte Kind von Franciscus Antonius Riedel und seiner Ehefrau namens Eva Rose Catherina. Der Vater war Ingenieurhauptmann, d. h. Offizier im Ingenieur-Corps der Armee. Die Mutter stammte aus Italien.

### Schule
Von 1758 bis 1764 besuchte Riedel, wie damals in Offiziersfamilien üblich, die Kriegspflanzschule in Wien.
In den Jahren 1764 bis 1770 besuchte er die Militärakademie in Wiener Neustadt.

### Studium und akademische Karriere
Danach trat Riedel nicht, wie für die dortigen Absolventen üblich, in den Militärdienst ein, sondern studierte mit einer Sondergenehmigung, welche ihm aufgrund seiner schwachen Konstitution erteilt worden war, Mathematik, Ingenieurswesen und Landvermessung.
Im Jahre 1772 nahm Riedel an einer geographischen Expedition nach Ostgalizien teil, welche unter der Leitung des Wiener Mathematikprofessors Joseph Liesganig stand.
Zwei Jahre später, also 1774, erhielt Riedel eine Anstellung als Ingenieurprofessor an der Militärakademie in Wiener Neustadt.

### Nobilitierung
Im März 1778 wurde Riedel nobilitiert, d. h. in den Adelsstand versetzt.

### Übersiedelung nach Florenz
Im Jahre 1779 beauftragte der toskanische Großherzog Peter Leopold, der spätere Kaiser Leopold II., Riedel mit der Erziehung seiner Kinder. Zu diesem Zwecke lebte Riedel bis 1790 in Florenz. Bereits in dieser Zeit kam es immer wieder zu Konflikten zwischen Riedel und Leopolds Sohn, Franz Joseph Karl, dem späteren Kaiser Franz II.

### Rückkehr nach Wien
Riedel begleitete Leopold 1790 nach Wien und wurde von diesem kurz nach der Regierungsübernahme mit der Ausarbeitung einer konstitutionellen Verfassung für das Habsburgerreich beauftragt. Ende Juli 1791 legte Riedel dem Monarchen einen vom Geist der Aufklärung geprägten Verfassungsentwurf einschließlich einer Wahlordnung vor. Eine revolutionäre Umwandlung von Staat und Gesellschaft lehnte Riedel zu diesem Zeitpunkt noch ab. Die Hoffnungen Riedels auf eine Verwirklichung seines Verfassungsentwurfes wurden durch den plötzlichen Tod Kaiser Leopolds am 1. März 1792 zunichtegemacht. In der Folgezeit flammten seine Konflikte mit dem neuen Kaiser Franz II. erneut auf, der den aufklärerischen Ideen seines Vaters, und somit auch Riedels, ablehnend gegenüberstand.
Dieser Umstand, begleitet von einer parallel zur Französischen Revolution ablaufenden Radikalisierung der geheimen Zirkel, denen Riedel angehörte, führte zu Riedels Umdenken, so dass er 1792 in seinem anonymen „Aufruf an alle Deutschen zu einem antiaristokratischen Freiheitsbund“ nun doch zum offenen Aufstand aufrief.
Im Oktober 1792 wurde Riedel in den Freiherrenstand erhoben.
Zur Erläuterung der oben abgebildeten Gedenktafel auf der Festung Kufstein sei an dieser Stelle angefügt, dass „Baron“ kein offizieller Titel war, sondern die allgemein üblich gewordene mündliche (oder auch schriftliche) Anrede für einen Freiherrn.

### Inhaftierung
Im Juli 1794 wurde Riedel im Zuge der „Aufdeckung der Jakobinerverschwörung“, einer Welle von Verhaftungen und Repressionen gegen alle demokratischen Elemente in der Habsburgermonarchie, verhaftet und zu 60 Jahren Festungshaft verurteilt.
Die Haft verbüßte Riedel zunächst in Wien.
Im August 1795 wurde Riedel zur weiteren Haftverbüßung in die Festung Kufstein verbracht.
Im August 1796 wurden Riedel und alle anderen Gefangenen der Festung Kufstein wegen der aus Oberitalien nach Tirol vorrückenden französischen Truppen nach Graz in das dortige Gefängnis am Schloßberg verlegt.
Im April 1797 wurde Riedel in die Festung Munkács verlegt.
Von der nach dem Frieden von Lunéville im Jahre 1802 erlassenen Amnestie zugunsten der Wiener Jakobiner wurde Riedel als einziger ausdrücklich ausgenommen, was offenbar der Abneigung seines ehemaligen Schülers Franz II. geschuldet war.
Im Jahre 1806 wurde Riedel wegen seines schlechten Gesundheitszustandes in das Minoritenkloster Brünn in Mähren überstellt. Er nahm Kontakt mit alten Freunden auf, die ihn finanziell unterstützten.

### Befreiung und Flucht nach Deutschland
Als 1809 nach der Schlacht bei Wagram französische Truppen Brünn eroberten, verhalf der französische Marschall Davout Riedel zur Flucht. Von den österreichischen Behörden sofort eingeleitete Fahndungsmaßnahmen blieben ohne Erfolg.
Der weitere Lebensweg führte Riedel über Linz und Würzburg nach Mainz, wo er sich bis August 1810 aufhielt.
Anschließend begab er sich nach Bad Nauheim, wo er in Diensten Davouts stand.

### Übersiedlung nach Frankreich
Nach einiger Zeit übersiedelte Riedel nach Paris, wo ihn Davout in den ersten Wochen beherbergte und ihm dann eine Zeitlang eine kleine Privatrente zukommen ließ. Später versteckte sich Riedel in einer Pension. Grund hierfür waren die andauernden Fahndungsmaßnahmen der österreichischen Regierung, deren Oberhaupt, Kaiser Franz II., seit 1809 der Schwiegervater des französischen Kaisers Napoleon I. war. Auch nachdem die Bourbonen nach der Niederlage Napoleons I. an die Macht zurückgekehrt waren, musste Riedel weiterhin seine Auslieferung nach Österreich befürchten, weshalb er sich jahrelang unter falschem Namen in Südfrankreich versteckte. Nach der Julirevolution kehrte Riedel nach Paris zurück. Seine letzten Lebensjahre verbrachte er in einem Kreis von Freunden und war auf die Unterstützung eines ehemaligen Anwalts am Königshof, P.A. Labrouste, angewiesen, dem er ein Buch mit lateinischen Gedichten widmete; auch veröffentlichte er unter einem Pseudonym ein Bändchen mit italienischen Fabeln.

### Tod und letzte Ruhestätte
Am 15. Februar 1837 starb der 88-jährige Riedel in seiner kleinen armseligen Wohnung in einem Pariser Hinterhof; sein einziger nennenswerter Besitz war eine Bibliothek von 200 Bänden, die außer den großen lateinischen und griechischen Dichtern und Schriftstellern zahlreiche neuere mathematische und naturwissenschaftliche Werke umfasste.
Riedel wurde auf dem Friedhof Montparnasse begraben und lag unter einem Grabstein, den sein Freund, der Architekt Henri Labrouste, gestaltet hatte. Das Grab wurde in den 1980er-Jahren aufgelöst.

## Bedeutung
Ebenso wie sein Mitstreiter Franz Hebenstreit war Riedel eine Symbolfigur der demokratischen Bewegung und „einer der frühesten und konsequentesten Vorkämpfer für eine demokratisch-republikanische Staatsform Österreichs.“ Trotzdem erinnert heute nichts in Österreich an sein Wirken, nicht einmal eine Gedenktafel in der Wiener Schwertgasse 3, wo er viele Jahre lang gelebt hatte.

## Schriften
- Das undankbare Wien oder Schutzschrift zur Vertheidigung einer ungeachtet ihres Titels: Patriotische Bemerkungen über die gegenwärtige Teuerung in Wien: dennoch in die Ungnade des Publikums verfallenen Broschüre. Frankfurt und Leipzig 1790 (anonym; Druckort Wien[35]) Digitalisat.

- Entwurf einer Verfassung für die Länder der Habsburger Monarchie einschließlich einer Wahlordnung. 1791 (laut Reinalter[36] abgedruckt in Fritz Valjavec, Die Entstehung der politischen Strömungen in Deutschland, 1750-1815, München 1951, S. 455ff. (laut Grab[37] Reprint Kronberg 1978); näheres zu dem Verfassungsentwurf bei Röthlisberger[38]).

- Aufruf an alle Deutsche zu einem antiaristokratischen Gleichheitsbunde. 1792[39] (auszugsweise abgedruckt in: Helmut Reinalter: Baron Andreas Riedel als Staatsgefangener in Kufstein. Ein Wiener Jakobiner im Zeitalter der Französischen Revolution. In: Veröffentlichungen des Tiroler Landesmuseums Ferdinandeum. Band 56, 1976, S. 126–127 (zobodat.at [PDF])).

- Eszter Deák (Hrsg.): Der Untergang eines Revolutionärs. Tagebuch, Briefe und Denkschrift von Andreas Riedel aus seinen Gefängnisjahren im Minoritenkloster in Brünn (1806–1809). Akadémiai Kiadó, Budapest 1993. ISBN 963-05-6644-3, 9789630566445.

- Favole Italiane, Paris 1836 (in italienischer Sprache unter dem Pseudonym Medico Andreas Re d’Occimiano erschienene Fabelsammlung).